# Gita Hall
Gita Hall, bürgerlich Birgitta Wetterhall (* 6. September 1933 in Linköping, Schweden; † 13. August 2016 in Studio City, Los Angeles, Kalifornien, Vereinigte Staaten), war ein schwedisch-US-amerikanisches Model und Schauspielerin.

## Leben und Karriere
Halls Karriere begann in den frühen 1950er Jahren mit einigen kleinen Rollen in schwedischen Filmen. Sie gewann den Schönheitswettbewerb Miss Stockholm, musste sich jedoch bei den Wahlen zur Miss Schweden im Jahr 1951 hinter Anita Ekberg mit dem zweiten Platz begnügen. Mitte der 1950er Jahre schaffte sie den Durchbruch als Model in New York City, erschien auf den Titelseiten mehrerer Modemagazine und schloss einen Werbevertrag mit dem Kosmetikhersteller Revlon.
Im Jahr 1957 ließ sie sich nach dreijähriger, kinderloser Ehe von ihrem ersten Ehemann scheiden. Von 1958 bis 1961 war sie mit dem Schauspieler Barry Sullivan verheiratet, an dessen Seite sie 1958 im Film Der Seewolf zu sehen war. Zuvor hatte sie im selben Jahr ihr Hollywooddebüt in Strich durch die Rechnung unter der Regie von Don Siegel. Ihre Schauspielkarriere unterbrach sie zugunsten ihrer Ehe mit dem Versicherungsmakler Mitchell May III., mit dem sie von 1968 bis zu dessen Tod im Jahr 2000 verheiratet war. Erst 2008 nahm sie an der Seite ihrer Freundin Terry Moore wieder ein Engagement in der Reality-TV-Serie Old Skool With Terry and Gita an. 2013 verklagte sie das kanadische Medienunternehmen Lions Gate Entertainment auf Schadenersatz wegen des unautorisierten Gebrauchs eines Bildes des Modefotografen Richard Avedon von ihr im Vorspann der Serie Mad Men. Beide Parteien einigten sich außergerichtlich.
Hall starb im August 2016 im Alter von 82 Jahren in ihrem Zuhause an den Folgen eines Leberversagens. Aus ihrer Ehe mit Sullivan ging eine Tochter hervor, aus der mit Mitchell zwei weitere Töchter.